# 王遜 (洪武丁丑進士)
王遜（？—？），直隸高陽縣（今河北省高陽縣）人，明朝政治人物。

## 生平
洪武三十年（1397年）丁丑科夏榜進士。官滎陽縣知縣。